# Йорданов, Эдиссон
Э́диссон Лачеза́ров Йорда́нов (болг. Едисон Лъчезаров Йорданов, нем. Edisson Lachezarov Jordanov; 8 июня 1993, Росток, Германия) — болгарский и немецкий футболист, защитник бельгийского клуба «Беерсхот» и сборной Болгарии.

## Биография

### Клубная карьера
Начал заниматься футболом в 2000 году в команде «Хольденштедт». С 2006 года выступал за юношеские команды клуба «Ганза». За основной состав «Ганзы» дебютировал 5 февраля 2012 года, отыграв весь матч против «Бохума» в рамках Второй Бундеслиги. Летом 2013 года подписал контракт с дортмундской «Боруссией», но к матчам основной команды ни разу не привлекался, отыграв два сезона за фарм-клуб «Боруссии» в Третьей Бундеслиге. После ухода из «Боруссии» ещё полтора года провёл в клубах Третьей Бундеслиги «Штутгартер Кикерс» и «Пройссен».
Зимой 2017 года подписал контракт с люксембургским клубом «Ф91 Дюделанж». В сезоне 2018/19 впервые в истории местного футбола добился с командой выхода в групповой этап Лиги Европы.

### Карьера в сборной
С 2008 года привлекался в юношеские сборные Германии различных возрастов. В 2013 году принял решение выступать за Болгарию и в течение года провёл за молодёжную сборную страны 6 матчей, в которых забил 2 гола. В основную сборную Болгарии не вызывался.

## Достижения
«Ф91 Дюделанж»
- Чемпион Люксембурга (2): 2016/17, 2017/18
- Обладатель Кубка Люксембурга: 2016/17